# Ксеноліт

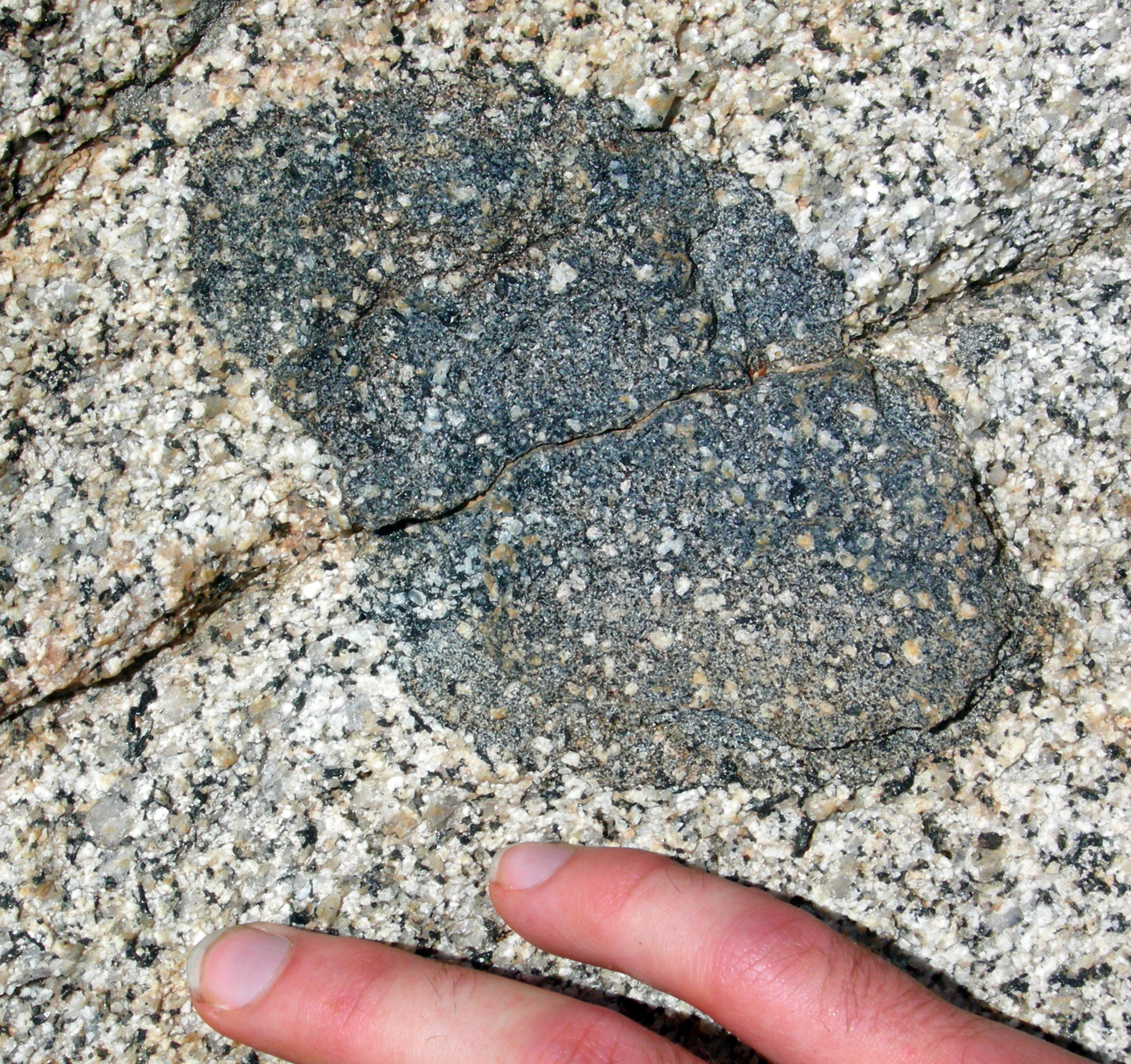
Ксеноліт габро в плагіоклазовому граніті; східна Сьєрра Невада, Каньйон Рок-Крік, Каліфорнія

Ксенолі́т (від грец. χενος λιτος — чужий камінь)  — фрагмент гірської породи, який зустрічаються в магматичній породі і відрізняється від неї за мінералогічним складом та особливостями генезису.
Поширені ксеноліти мантійної речовини (нодулі) в базальтах і кімберлітах, захоплені магмою в процесі її руху до земної поверхні. За складом найчастіше зустрічаються нодулі шпінелеві, рідше — ґранатові, а також лерцоліти, вебстерити, еклогіти та інші.
Від ксеноліту відрізняють автоліти — включення в магматичні уламки більш ранніх продуктів кристалізації тієї ж магми, які можуть мати як однаковий склад з вміщуючою їх породою, так і відмінний від неї. Ксеноліти є важливим джерелом інформації про будову надр Землі, тому що можуть бути доставлені магматичними розплавами з глибин, недоступних для безпосереднього вивчення. Лужні базальти містять ксеноліти мантійних порід, підняті з глибин 60-80 км, а в кімберлітах зустрічаються ксеноліти, принесені з глибин 100—200 км. Ксеноліти з кімберлітів являють собою найглибинніші гірські породи, вивчені людиною. Розміри ксенолітов сильно коливаються: від окремих кристалів та їх уламків, що розрізняються тільки під мікроскопом (ксенокрісталли), до декількох десятків і сотень метрів.